# Neulamäki
Neulamäki est un quartier de Kuopio en Finlande.

## Description
Neulamäki est un quartier de Kuopio situé à environ 4-5 km au sud-ouest du centre-ville
Neulamäki est principalement construit dans les années 1980 et compte environ 5 200 habitants. 
Toutefois le quartier loge un grand nombre d'étudiants, dont certains ne sont pas inscrits comme habitants de Kuopio. La population réelle est donc beaucoup plus élevée.
Neulamäki est divisé en zones résidentielles et d'activités. 
Le parc de logements est diversifié, maisons mitoyennes, à étages et individuelles.
Le campus de Savilahti, le parc scientifique, l'université de l'Est de la Finlande, l'université des sciences appliquées Savonia et le centre hospitalier universitaire sont tous accessibles à pied.
La zone industrielle de Neulamäki emploie environ 700 personnes.
Le parc scientifique emploie plus de 8 000 personnes et compte plus de 7 000 étudiants.

## Lieux et monuments

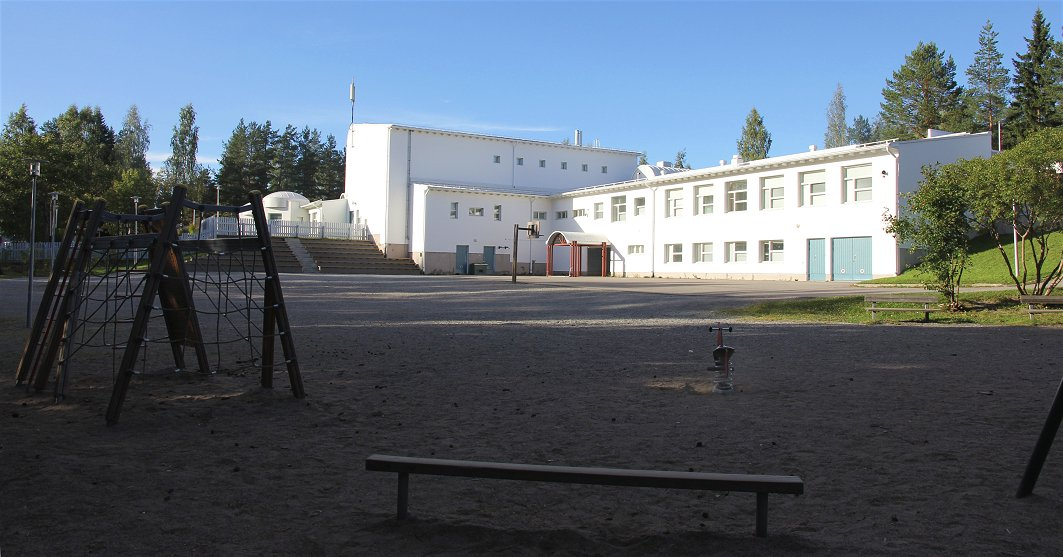
Ecole chrétienne de Neulamäki.
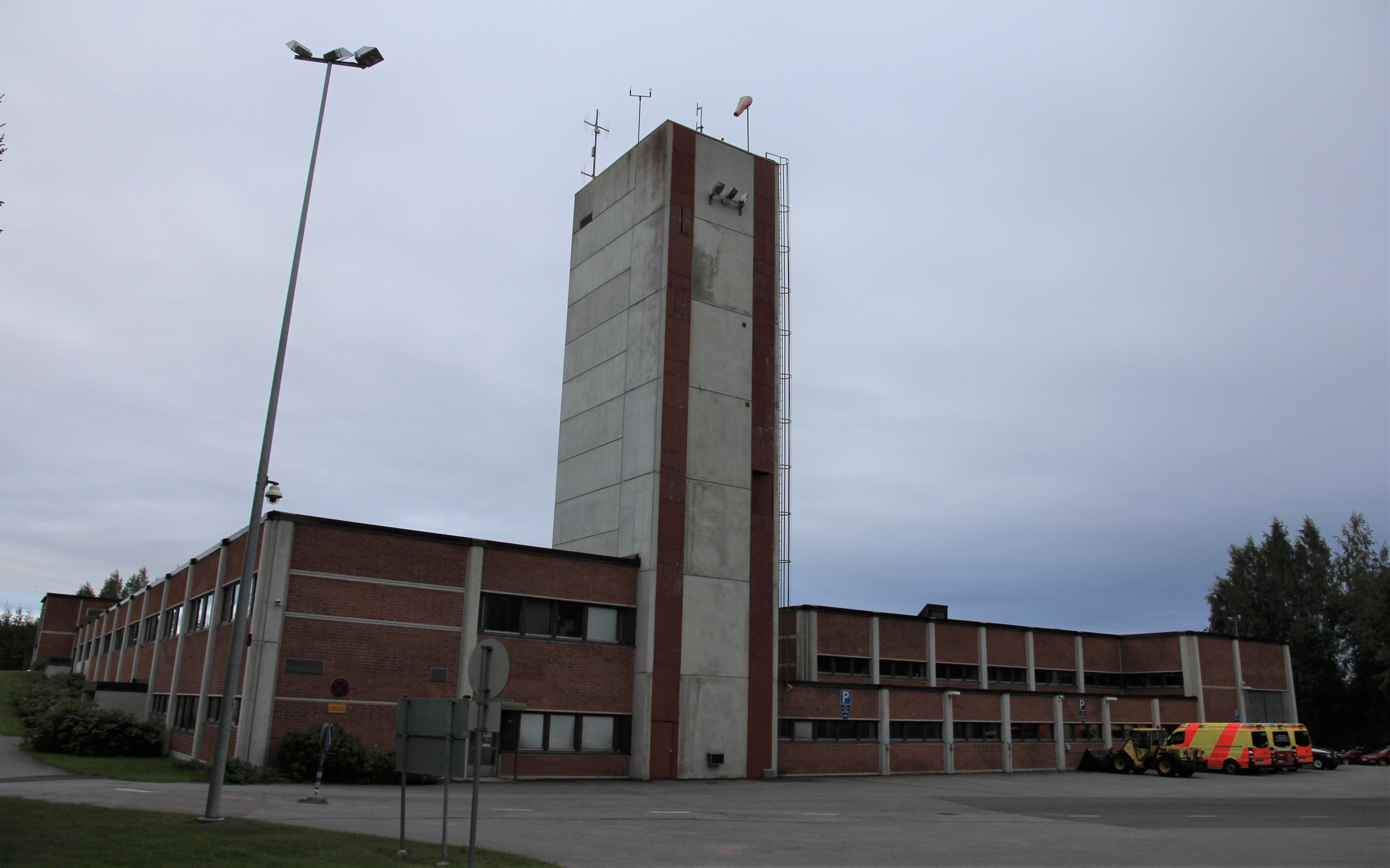
Centre de secours de Savonie du Nord à Neulamäki.
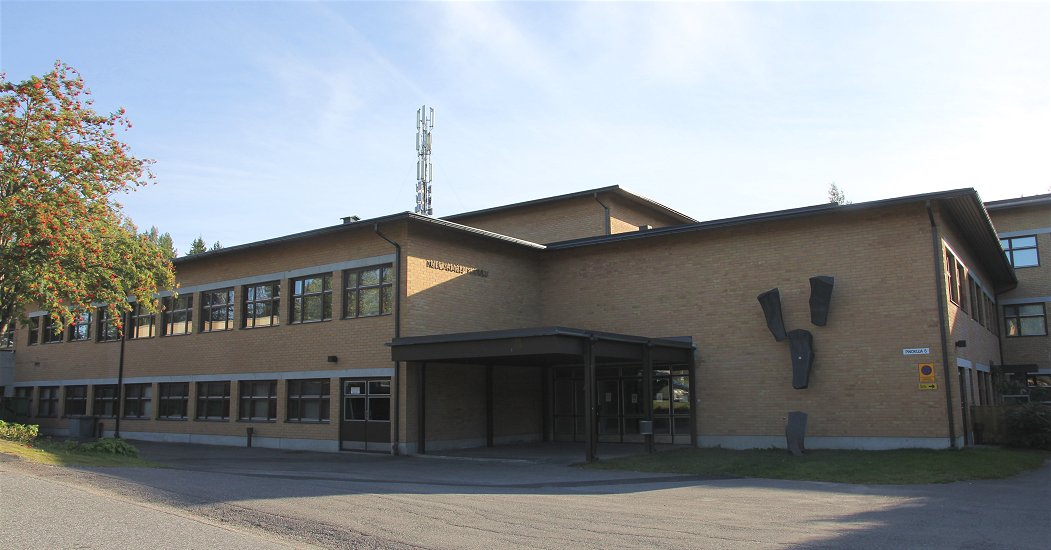
École de Neulamäki.